# Щебень

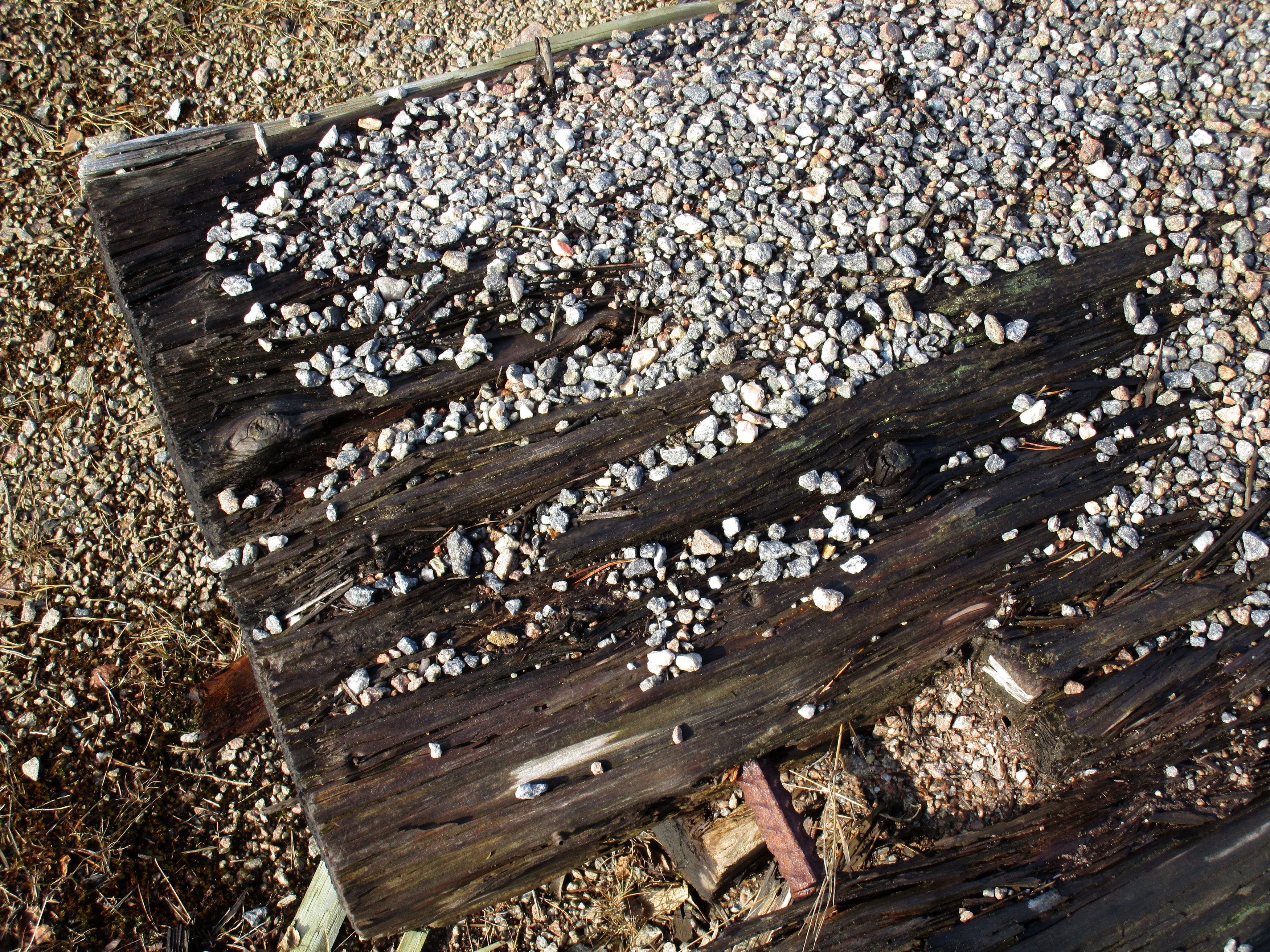
Щебень с дресвой

Щебень (в просторечии — щебёнка) — неорганический, неокатанный, сыпучий материал с зёрнами диаметром от 1 до 10 сантиметров. Образуется в природных условиях при естественном дроблении (например, выветривании) более крупных обломков. Искусственно получается путём дробления грубообломочных горных пород и гальки, попутно добываемых вскрышных и вмещающих пород или некондиционных отходов горных предприятий по переработке руд (чёрных, цветных и редких металлов металлургической промышленности) и неметаллических ископаемых других отраслей промышленности и последующим рассевом продуктов дробления.
Средняя плотность щебня — от 1,2 до 3 г/см3.

## История

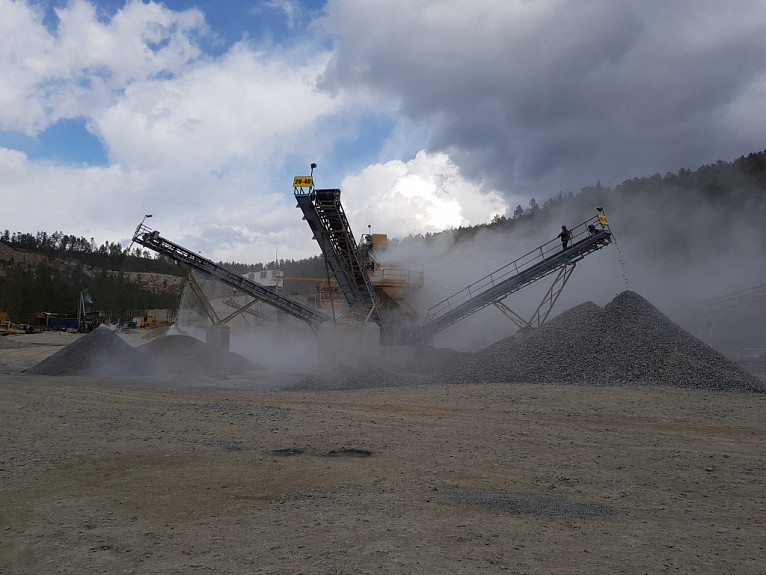
Производство щебня в Тарбагатайском районе Бурятии

Массовое строительство дорог во Франции началось в период правления Людовика ХII, но только в начале XVII столетия увеличилась интенсивность дорожных работ. Всё это потребовало применение новых технологий, где щебень являлся главным материалом для строительства дорог, и они были разработаны, так появилась система искусственного укрепления полотна дороги с помощью насыпки слоя щебня, усовершенствованная во Франции инженером специального дорожного корпуса Трезаге. С 1820 года в Западной Европе стала распространяться новая система устройства дорог Макадама, которая в связи с последующими наблюдениями и введением в 1834 году французским инженером Полонсо укатки щебёночной одежды, дала начало применяемому повсеместно способу устройства шоссе в Европе.
Первоначально щебень получался посредством разбивки булыжного или других твёрдых пород камня на куски толщиной от 3,5 до 5 сантиметров. При ручной разбивке щебень обходился несколько дороже, чем при разбивке камня специальными машинами — камнедробилками, но зато материал получался более равномерный по крупности и отпадало меньше ненужных осколков. В дальнейшем в различных государствах мира были усовершенствованы методы массового производства и применения щебня в дорожном и других видах строительства.